# 원인학
원인학 (原因學)은 원인이나 발신의 연구이다. 이 단어는 가장 일반적으로 일이 발생하거나, 또는 일이 행동하는 방식 뒤의 이유의 연구를 참조하는 데 사용되는 의료 및 철학적 이론에 사용되며, 철학, 물리학, 심리학, 정부, 지리학, 공간 분석, 의학, 신학, 생물학에서 다양한 현상의 원인을 참조하는 데 사용된다. 원인학적 신화는 이름을 설명하거나 장소 또는 가족에 대한 신화의 역사를 작성하는 신화이다.

## 병인론
한편 기초의학에서는 특히 병인론(病因論)으로 불리며 병의 원인을 광범위하게 연구하는 학문이다. 기초 의학의 한 분야로 기초 의학의 생리, 병리, 세균, 위생 부문은 물론 임상 의학의 모든 분야에 걸쳐 각 부문의 지식이 필요하다. 현대에는 심리학의 심인적인 부분도 함께 다루어진다.

## 같이 보기
- 허구:
  - 뒷이야기
  - Just So Stories
- 창조 신화
- 원인학 (의학):
  - 역학 (의학)
  - 병리학
- Just-so story
- 건국 신화